# Krajišnik (Serbia)
Krajišnik (serbocroata cirílico: Крајишник; alemán: Stefansfeld) es un pueblo de Serbia perteneciente al municipio de Sečanj en el distrito de Banato Central de la provincia autónoma de Voivodina.
En 2011 tenía 1719 habitantes. Casi todos los habitantes son étnicamente serbios, quienes conviven con una pequeña minoría de gitanos.
Se conoce la existencia de la localidad desde 1660, cuando se menciona con el nombre de "Šupljaja" como una aldea étnicamente serbia. A mediados del siglo XVIII, María Teresa I de Austria envió a alemanes a colonizar la zona y el pueblo pasó a llamarse "Stefanfeld", recuperando su topónimo original serbio al integrarse en 1918 en el reino de los Serbios, Croatas y Eslovenos. Adoptó su topónimo actual a mediados del siglo XX cuando, como consecuencia de la expulsión de alemanes tras la Segunda Guerra Mundial, el pueblo fue repoblado con serbios procedentes principalmente de Bosanska Krajina.
Se ubica unos 5 km al norte de Sečanj, junto a la frontera con Rumania.